# Fritz Karsch
Fritz Hermann Karsch (* 19. Februar 1893 in Blasewitz; † 18. November 1971 in Kassel) war ein deutscher Philosoph und Pädagoge und lehrte von 1925 bis 1939 am Matsue Senior-Gymnasium (jetzt der Shimane-Universität).

## Leben und Werk
Karsch wurde in Blasewitz bei Dresden im Königreich Sachsen als Sohn des Fleischermeisters Wilhelm Hermann Karsch geboren. Er besuchte ab 1899 die Städtische Grundschule und ab 1903 das Königliche Gymnasium Dresden-Neustadt, im Jahr 1906 wechselte er an die Berufliche Schule Blasewitz. Nach dem Abitur im Jahr 1914 trat er in die Technische Hochschule Dresden ein, wurde allerdings noch im gleichen Jahr zum Kriegsdienst einberufen, den er als Kommunikationssoldat absolvierte. Nach der Demobilisierung studierte Karsch ab 1919 an der Philipps-Universität Marburg Philosophie und promovierte 1923 bei Nicolai Hartmann, einem Neukantianer.
Auf Einladung der japanischen Regierung unterrichtete er von 1925 bis 1939 am Matsue Senior-Gymnasium Deutsch und Deutsche Literatur. In dieser Zeit erhielt er 1930 Besuch von seinem Schwiegervater Theodor Axenfeld, der 1930 eine mehrmonatige Japanreise durchführte. Nach einem Jahr in Berlin kehrte er nach Japan zurück, um in Tokio an der Deutschen Botschaft tätig zu sein. Dort blieb er nach dem Krieg bis 1947 in Karuizawa. Nach seiner erzwungenen Repatriierung nach Deutschland lehrte er in Marburg (im Rahmen des Ford-Founds) bis zu seiner Pensionierung im Jahr 1961. Im Jahr 1960 erhielt er eine Einladung zur Japanischen Woche, Gastgeber war Seine Kaiserlichen Hoheit Takahito Mikasanomiya. Das Ehepaar Karsch zog 1965 in das Alberto-Kolbe-Heim der Christlichen Gemeinde in Kassel. Auf Einladung seiner ehemaligen Schüler besuchte er 1968 zusammen mit der Tochter Mechtild noch einmal Japan. Im Jahr 1971 starb er in Kassel.
Karsch leistete Beiträge zur Einführung von Rudolf Steiners Pädagogik. Zudem findet man seine umfangreichen Beiträge, die mehr als 15.000 Seiten eigener Manuskripte zur Philosophie, etwa 80 Gemälde und mehr als 2.000 Photos des alten Japans von 1925 bis 1939 umfassen.
Hermann Karsch war seit 1921 mit Emmela, geb. Axenfeld (* 1896 in Godesberg) verheiratet. Das Paar hatte zwei Töchter, Mechtild (* 1928) und Friederun (* 1937).

## Bücher von Karsch
- Fritz Karsch, Kiichi Nagaya: Philosophie von Hartmann (Harutoman no Tetsugaku), Chubunkan-shoten, Tokyo 1936
- Fritz Karsch, Kiichi Nagaya: Neue Metaphysik (Sin-Keijijyogaku), Kinndai-sha, 1-140,1932

## Aufzeichnung und Nachrichten
Buch zu Karsch
- H. Wakamatsu: Kohan no Yubae (Abendröte am Seeufer), Bungeisha, Tokyo (2002) ISBN 4-8355-3855-2
- H. Wakamatsu: Brückenbauer, ed. Japanisch-Deutsches Zentrum Berlin & Japanisch-Deutsche Gesellschaft Berlin (2005). ISBN 3-89129-539-1
- H. Wakamatsu: Wasureenu-Ijin (Eine große Person nie zu vergessen), Matsumoto, Kitakyushu (2007)
- H. Wakamatsu: Yottsudeami no Kioku (Netz der Erinnerung), Wanrain, Shimane (2007) ISBN 978-4-948756-43-4
- H. Wakamatsu: Enishi no Wa (Schicksalsrad) Zaikei-hukusi-kyokai, Tokyo (2012) ISBN 978-4-904723-05-0
- H. Wakamatsu: Asagiri no Se (Stromschnelle im Morgennebel), Zaikei-hukusi-kyokai, Tokyo (2012) ISBN 978-4-904723-04-3
- H. Wakamatsu: Karushu-hakushi: Doktor Karsch (Zeitungsartikel-Sammlung), (private Pressenausgabe), Tokyo (2012)
- H. Wakamatsu: Erinnerungen aus dem Viereckigen Tauchnetz, Matsumoto, Kitakyushu (2016)